# 松ノ井覚治
松ノ井 覚治（まつのい かくじ、1895年7月14日 - 1982年9月）は、日本の建築家。アメリカに渡って活躍。山形市生まれ。 
1918年 早稲田大学理工学部建築学科を卒業。1919年 渡米しコロンビア大学に入学。3年間建築設計を学ぶ。その間ニューヨーク市のトロウブリッジ・アンド・リビングストン建築設計事務所、アンドリュー・ジェ・トマス建築設計事務所、エ・エフ・ギルバード建築設計事務所で設計実務に従事。1923年からはニューヨーク市アーキテクツビル内モレス・スミス建築設計事務所に勤務する。
1932年に帰国。帰国後はヴォーリズ建築事務所東京支店長就任。東洋英和女学院やマッケンジー邸、などを担当。その他東京器機株式会社柏工場（千葉県柏市）、ノースウエスト航空会社20戸集合住宅（渋谷区鶯谷）自邸や住宅、各種施設等の設計に携わる。 
1950年、個人経営の松ノ井建築設計事務所を開設し自営。1961年、個人経営を改め、株式会社一級建築士松ノ井建築設計事務所を設立。
手がけた作品のうち、アメリカン・スパニッシュの亀井邸(数江邸、大田区大森、昭和14年）は国登録有形文化財。